# Осин, Олег Иванович
Олег Иванович Осин (род. 11 декабря 1939 года, Москва, РСФСР, СССР) — советский и российский художник, член-корреспондент Российской академии художеств (2012).

## Биография
Родился 11 декабря 1939 года в Москве, где живёт и работает.
В 1962 году — окончил Московское областное художественное училище памяти 1905 года (МОХУ), руководитель А. М. Дубинчик.
В 1967 году — окончил Московское высшее художественно-промышленное училище, руководитель Г. М. Коржев.
С 1967 года — работает в Комбинате монументально-декоративного искусства (КМДИ) художником творческой квалификации.
С 1970 года — член Союза художников СССР.
В 2012 году — избран членом-корреспондентом Российской академии художеств от Отделения живописи.

## Творческая деятельность
Основные произведения: «Моряки Заполярья» (1969), «Рыбаки Созополя» (1985), «Гроза над Марфино» (1989), «Ночь над Иерусалимом» (2002), «Флоренция. Фонтан Нептун» (2002), «Двор моего детства» (2006), «Улица Достоевского» (2006), «Зимний трамвай» (2010).
Монументальные работы: в соавторстве с Л. Воловой: станция метро «Менделеевская» в Москве, станции метро «Парк культуры» и «Комсомольская» в Нижним Новгороде, здание Гостелецентра Молдовы в Кишинёве, санаторий «Дорохово» Московская области, СПТУ № 22 г. Ильичёвск, Украина, в соавторстве с И. Осиным — благотворительный фонд «Рука помощи» г. Москва.
Участник выставок с 1966 года.
Произведения находятся в собраниях музеев и картинных галерей России и в российских и зарубежных частных коллекциях.

## Награды
- Заслуженный художник Российской Федерации (2004)
- Медаль «Ветеран труда» (1998)
- Медаль «В память 850-летия Москвы» (1997)
- Премия МГК ВЛКСМ (1975) — за серию живописных произведений с молодёжной выставки
- Премия Москвы в области литературы и искусства (2011)
- Серебряная медаль РАХ (2008)